# 张宗胜
张宗胜（1913年6月18日—1988年8月17日），湖北省大悟县高店乡何张家塆人（一说河南省新县卡房乡牛冲村人）。1929年3月加入中国共产主义青年团。1932年5月参加中国工农红军，同年10月转入中国共产党。中国人民解放军将领、中国人民解放军开国少将。
参加过朝鲜战争，任志愿军第20兵团68军204师副政治委员兼政治部主任，回国后，历任沈阳军区装甲兵副政治委员，沈阳军区后勤部副政治委员、顾问。
曾任中国人民解放军第67军副政委。1955年，授予中国人民解放军少将。
1988年8月17日在沈阳逝世，享年75岁。

## 个人荣誉
1955年荣获二级八一勋章、二级独立自由勋章、一级解放勋章。1988年获一级红星功勋荣誉章。